# Mnarolitia ambreella
Mnarolitia ambreella is een vlinder uit de familie Xyloryctidae. De wetenschappelijke naam van deze soort is voor het eerst geldig gepubliceerd in 1968 door Viette.
De soort komt voor in tropisch Afrika.